# Kebunan
Kebunan is een bestuurslaag in het regentschap Sumenep van de provincie Oost-Java, Indonesië. Kebunan telt 2857 inwoners (volkstelling 2010).